# 車賢宇
車賢宇（韓語：차현우，1980年2月9日—），韓國男演員，本名金英勳，父親為金容建、哥哥為河正宇。他於1997年以男聲二人組Yes Brown出道，之後開始以演員身分進行演藝活動。

## 個人生活
車賢宇與演員黃寶羅於2014年7月公開承認已交往1年，兩人於2022年7月宣佈結婚，於同年11月舉行婚禮；2024年两人第一个孩子出生。

## 演出作品

### 電視劇
- 2009年：KBS《傳說的故鄉》
- 2010年：MBC《Road No. 1》飾演 馬昌吉
- 2012年：SBS《大風水》飾演 元海

### 電影
- 2011年：《完美遊戲》
- 2012年：《鄰居》
- 2012年：《天國的孩子們》
- 2012年：《577計劃》

## 腳註
1. ↑  .   [2014-08-03]. （原始内容存档于2014-08-08）.
2. ↑  기자, 한해선. . n.news.naver.com.   [2022-11-16]. （原始内容存档于2022-11-16） （韩语）.
3. ↑  기자, 이덕행. . entertain.naver.com.   [2022-11-16]. （原始内容存档于2022-11-16） （韩语）.
4. ↑  . 스포츠한국. 2024-05-23  [2024-06-03]. （原始内容存档于2024-11-27） （韩语）.

## 外部連結
- NAVER （页面存档备份，存于）